# Qatar ExxonMobil Open 2001
Il Qatar ExxonMobil Open 2001  è stato un torneo ATP svoltosi a Doha, Qatar. Il torneo si è svolto dal 1° all'8 gennaio.

## Vincitori

### Singolare maschile
Marcelo Ríos ha battuto in finale  Bohdan Ulihrach per 6–3, 2–6, 6–3.

### Doppio maschile
Mark Knowles /  Daniel Nestor hanno battuto in finale  Joan Balcells /  Andrej Ol'chovskij per 6–3, 6–1.